# Saison 2018-2019 des Lakers de Los Angeles
La saison 2018-2019 des Lakers de Los Angeles est la 72e saison de la franchise des Lakers (sans compter le Detroit Gems de la saison 1946-1947 dans la NBL) et sa 70e saison en NBA.

## Draft
| Tour | Choix | Joueur                 | Poste | Nationalité | Provenance             |
| ---- | ----- | ---------------------- | ----- | ----------- | ---------------------- |
| 1    | 25    | Moritz Wagner          | F     | Allemagne   | Wolverines du Michigan |
| 2    | 47    | Sviatoslav Mykhaïliouk | G/F   | Ukraine     | Jayhawks du Kansas     |

## Matchs

### Summer League
| Summer League Total: 5-3 |

| Match | Date match | Équipe       | Score   | Meilleur marqueur           | Meilleur rebondeur     | Meilleur passeur         | Lieux Spectateurs | Série |
| ----- | ---------- | ------------ | ------- | --------------------------- | ---------------------- | ------------------------ | ----------------- | ----- |
| 1     | 2 juillet  | Sacramento   | D 93-98 | Hart, Wagner (23)           | Johnathan Williams (8) | Xavier Rathan-Mayes (12) | Golden 1 Center   | 0 - 1 |
| 2     | 3 juillet  | Miami        | D 74-89 | Sviatoslav Mykhaïliouk (12) | Johnathan Williams (9) | Xavier Rathan-Mayes (5)  | Golden 1 Center   | 0 - 2 |
| 3     | 5 juillet  | Golden State | D 71-77 | Xavier Rathan-Mayes (14)    | Moritz Wagner (13)     | Xavier Rathan-Mayes (8)  | Golden 1 Center   | 0 - 3 |

| Match | Date match | Équipe        | Score          | Meilleur marqueur           | Meilleur rebondeur      | Meilleur passeur        | Lieux Spectateurs    | Série |
| ----- | ---------- | ------------- | -------------- | --------------------------- | ----------------------- | ----------------------- | -------------------- | ----- |
| 1     | 7 juillet  | Philadelphie  | V 96-79        | Josh Hart (24)              | Ayres, Mykhaïliouk (9)  | Alex Caruso (4)         | Thomas & Mack Center | 1 - 0 |
| 2     | 8 juillet  | Chicago       | V 69-60        | Josh Hart (19)              | Moritz Wagner (14)      | 3 joueurs (3)           | Thomas & Mack Center | 2 - 0 |
| 3     | 10 juillet | New York      | V 109-92       | Josh Hart (27)              | Xavier Rathan-Mayes (7) | Alex Caruso (10)        | Thomas & Mack Center | 3 - 0 |
| 4     | 12 juillet | L.A. Clippers | V 82-69        | Josh Hart (20)              | Johnathan Williams (8)  | Alex Caruso (7)         | Thomas & Mack Center | 4 - 0 |
| 5     | 15 juillet | Détroit       | V 101-78       | Sviatoslav Mykhaïliouk (19) | Jeff Ayres (10)         | Xavier Rathan-Mayes (7) | Thomas & Mack Center | 5 - 0 |
| 6     | 16 juillet | Cleveland     | V 112-109 (OT) | Josh Hart (37)              | Josh Hart (9)           | Xavier Rathan-Mayes (9) | Thomas & Mack Center | 6 - 0 |
| 7     | 17 juillet | Portland      | D 73-91        | Josh Hart (12)              | Johnathan Williams (6)  | Alex Caruso (4)         | Thomas & Mack Center | 6 - 1 |

### Pré-saison
| Pré-saison Total: 3-3 (Domicile : 2-3 ; Extérieur : 1-0) |

| Match | Date match   | Équipe       | Score     | Meilleur marqueur           | Meilleur rebondeur      | Meilleur passeur     | Lieux                | Série |
| ----- | ------------ | ------------ | --------- | --------------------------- | ----------------------- | -------------------- | -------------------- | ----- |
| 1     | 30 septembre | Denver       | D 107-124 | JaVale McGee (17)           | McGee, Rondo (7)        | Rajon Rondo (11)     | Scotiabank Arena     | 0 - 1 |
| 2     | 2 octobre    | Denver       | D 111-113 | JaVale McGee (15)           | JaVale McGee (8)        | Rajon Rondo (7)      | Target Center        | 0 - 2 |
| 3     | 4 octobre    | Sacramento   | V 128-123 | Brandon Ingram (31)         | Brandon Ingram (9)      | Lance Stephenson (5) | Quicken Loans Arena  | 1 - 2 |
| 4     | 6 octobre    | LA Clippers  | D 87-103  | Kyle Kuzma (15)             | JaVale McGee (9)        | Rajon Rondo (10)     | Quicken Loans Arena  | 1 - 3 |
| 5     | 10 octobre   | Golden State | V 123-113 | Brandon Ingram (26)         | LeBron James (10)       | Rajon Rondo (7)      | Little Caesars Arena | 2 - 3 |
| 6     | 12 octobre   | Golden State | V 119-105 | Sviatoslav Mykhaïliouk (22) | Johnathan Williams (12) | Lonzo Ball (7)       | Quicken Loans Arena  | 3 - 3 |

### Saison régulière
| Saison régulière Total: 37-45 (Domicile : 22-19 ; Extérieur : 15-26) |

| Match | Date match | Équipe        | Score          | Meilleur marqueur     | Meilleur rebondeur   | Meilleur passeur  | Lieux                      | Série |
| ----- | ---------- | ------------- | -------------- | --------------------- | -------------------- | ----------------- | -------------------------- | ----- |
| 1     | 18 octobre | @ Portland    | D 119-128      | LeBron James (26)     | LeBron James (12)    | Rajon Rondo (11)  | Moda Center                | 0 - 1 |
| 2     | 20 octobre | Houston       | D 115-124      | LeBron James (24)     | Rajon Rondo (7)      | Rajon Rondo (10)  | Staples Center             | 0 - 2 |
| 3     | 22 octobre | San Antonio   | D 142-143 (OT) | Kyle Kuzma (37)       | Josh Hart (10)       | LeBron James (14) | Staples Center             | 0 - 3 |
| 4     | 24 octobre | @ Phoenix     | V 131-113      | Lance Stephenson (23) | Lance Stephenson (8) | LeBron James (10) | Talking Stick Resort Arena | 1 - 3 |
| 5     | 25 octobre | Denver        | V 121-114      | LeBron James (28)     | LeBron James (11)    | LeBron James (11) | Staples Center             | 2 - 3 |
| 6     | 27 octobre | @ San Antonio | D 106-110      | LeBron James (35)     | LeBron James (11)    | Rajon Rondo (5)   | AT&T Center                | 2 - 4 |
| 7     | 29 octobre | @ Minnesota   | D 120-124      | LeBron James (29)     | LeBron James (10)    | James, Rondo (8)  | Target Center              | 2 - 5 |
| 8     | 31 octobre | Dallas        | V 114-113      | LeBron James (29)     | JaVale McGee (15)    | Lonzo Ball (7)    | Staples Center             | 3 - 5 |

| Match | Date match  | Équipe       | Score     | Meilleur marqueur   | Meilleur rebondeur   | Meilleur passeur  | Lieux                   | Série  |
| ----- | ----------- | ------------ | --------- | ------------------- | -------------------- | ----------------- | ----------------------- | ------ |
| 9     | 3 novembre  | @ Portland   | V 114-110 | LeBron James (28)   | Rajon Rondo (10)     | LeBron James (7)  | Moda Center             | 4 - 5  |
| 10    | 4 novembre  | Toronto      | D 107-121 | Kyle Kuzma (24)     | Lonzo Ball (9)       | LeBron James (6)  | Staples Center          | 4 - 6  |
| 11    | 7 novembre  | Minnesota    | V 114-110 | LeBron James (24)   | LeBron James (10)    | Rajon Rondo (10)  | Staples Center          | 5 - 6  |
| 12    | 10 novembre | @ Sacramento | V 101-86  | LeBron James (25)   | Tyson Chandler (12)  | Rajon Rondo (7)   | Golden 1 Center         | 6 - 6  |
| 13    | 11 novembre | Atlanta      | V 107-106 | LeBron James (26)   | JaVale McGee (9)     | Lonzo Ball (11)   | Staples Center          | 7 - 6  |
| 14    | 14 novembre | Portland     | V 126-117 | LeBron James (44)   | LeBron James (10)    | LeBron James (9)  | Staples Center          | 8 - 6  |
| 15    | 17 novembre | @ Orlando    | D 117-130 | LeBron James (22)   | Trois joueurs (6)    | Ingram, James (7) | Amway Center            | 8 - 7  |
| 16    | 18 novembre | @ Miami      | V 113-97  | LeBron James (51)   | Tyson Chandler (11)  | Lonzo Ball (7)    | American Airlines Arena | 9 - 7  |
| 17    | 21 novembre | @ Cleveland  | V 109-105 | LeBron James (32)   | LeBron James (14)    | LeBron James (7)  | Quicken Loans Arena     | 10 - 7 |
| 18    | 23 novembre | Utah         | V 90-83   | Brandon Ingram (24) | Ball, James (10)     | LeBron James (7)  | Staples Center          | 11 - 7 |
| 19    | 25 novembre | Orlando      | D 104-108 | LeBron James (24)   | Lonzo Ball (10)      | LeBron James (7)  | Staples Center          | 11 - 8 |
| 20    | 27 novembre | @ Denver     | D 85-117  | Kyle Kuzma (21)     | LeBron James (7)     | Trois joueurs (3) | Pepsi Center            | 11 - 9 |
| 21    | 29 novembre | Indiana      | V 104-96  | LeBron James (39)   | Trois joueurs (9)    | LeBron James (7)  | Staples Center          | 12 - 9 |
| 22    | 30 novembre | Dallas       | V 114-103 | LeBron James (28)   | Chandler, Kuzma (12) | Kyle Kuzma (6)    | Staples Center          | 13 - 9 |

| Match | Date match  | Équipe              | Score     | Meilleur marqueur             | Meilleur rebondeur  | Meilleur passeur              | Lieux             | Série   |
| ----- | ----------- | ------------------- | --------- | ----------------------------- | ------------------- | ----------------------------- | ----------------- | ------- |
| 23    | 2 décembre  | Phoenix             | V 120-96  | Kyle Kuzma (23)               | Tyson Chandler (11) | LeBron James (8)              | Staples Center    | 14 - 9  |
| 24    | 5 décembre  | San Antonio         | V 121-113 | LeBron James (42)             | Chandler, Kuzma (9) | Lonzo Ball (9)                | Staples Center    | 15 - 9  |
| 25    | 7 décembre  | @ San Antonio       | D 120-133 | LeBron James (35)             | Javale McGee (12)   | Ball, James (11)              | AT&T Center       | 15 - 10 |
| 26    | 8 décembre  | @ Memphis           | V 111-88  | Kuzma, James (20)             | Tyson Chandler (14) | LeBron James (9)              | FedEx Forum       | 16 - 10 |
| 27    | 10 décembre | Miami               | V 108-105 | Kyle Kuzma (33)               | LeBron James (9)    | LeBron James (12)             | Staples Center    | 17 - 10 |
| 28    | 13 décembre | @ Houston           | D 111-126 | LeBron James (29)             | Tyson Chandler (8)  | Lonzo Ball (8)                | Toyota Center     | 17 - 11 |
| 29    | 15 décembre | @ Charlotte         | V 128-100 | LeBron James (24)             | LeBron James (12)   | LeBron James (11)             | Spectrum Center   | 18 - 11 |
| 30    | 16 décembre | @ Washington        | D 110-128 | Kentavious Caldwell-Pope (25) | Tyson Chandler (7)  | Caldwell-Pope, Stephenson (5) | Capital One Arena | 18 - 12 |
| 31    | 18 décembre | @ Brooklyn          | D 110-115 | LeBron James (36)             | LeBron James (13)   | LeBron James (8)              | Barclays Center   | 18 - 13 |
| 32    | 21 décembre | La Nouvelle-Orléans | V 112-104 | Kyle Kuzma (23)               | LeBron James (12)   | LeBron James (14)             | Staples Center    | 19 - 13 |
| 33    | 23 décembre | Memphis             | D 99-107  | LeBron James (22)             | LeBron James (14)   | LeBron James (7)              | Staples Center    | 19 - 14 |
| 34    | 25 décembre | @ Golden State      | V 127-101 | Kyle Kuzma (19)               | LeBron James (13)   | Rajon Rondo (10)              | Oracle Arena      | 20 - 14 |
| 35    | 27 décembre | @ Sacramento        | D 116-117 | Kyle Kuzma (33)               | Tyson Chandler (10) | Lonzo Ball (12)               | Golden 1 Center   | 20 - 15 |
| 36    | 28 décembre | L.A. Clippers       | D 107-118 | Kyle Kuzma (24)               | Tyson Chandler (15) | Lonzo Ball (6)                | Staples Center    | 20 - 16 |
| 37    | 30 décembre | Sacramento          | V 121-114 | Kentavious Caldwell-Pope (26) | JaVale McGee (12)   | Brandon Ingram (9)            | Staples Center    | 21 - 16 |

| Match | Date match | Équipe          | Score          | Meilleur marqueur             | Meilleur rebondeur  | Meilleur passeur     | Lieux                    | Série   |
| ----- | ---------- | --------------- | -------------- | ----------------------------- | ------------------- | -------------------- | ------------------------ | ------- |
| 38    | 2 janvier  | Oklahoma City   | D 100-107      | Kentavious Caldwell-Pope (25) | Josh Hart (15)      | Lonzo Ball (7)       | Staples Center           | 21 - 17 |
| 39    | 4 janvier  | New York        | D 112-119      | Brandon Ingram (21)           | Ingram, McGee (9)   | Lance Stephenson (7) | Staples Center           | 21 - 18 |
| 40    | 5 janvier  | @ Minnesota     | D 86-108       | Lance Stephenson (14)         | Tyson Chandler (10) | Lance Stephenson (6) | Target Center            | 21 - 19 |
| 41    | 7 janvier  | @ Dallas        | V 107-97       | Brandon Ingram (29)           | Josh Hart (12)      | Hart, Ingram (6)     | American Airlines Center | 22 - 19 |
| 42    | 9 janvier  | Détroit         | V 113-100      | Kyle Kuzma (41)               | Ingram, Zubac (9)   | Lonzo Ball (11)      | Staples Center           | 23 - 19 |
| 43    | 11 janvier | @ Utah          | D 95-113       | Michael Beasley (17)          | Kuzma, McGee (8)    | Lonzo Ball (6)       | Vivint Smart Home Arena  | 23 - 20 |
| 44    | 13 janvier | Cleveland       | D 95-101       | Kyle Kuzma (29)               | Kyle Kuzma (9)      | Lonzo Ball (8)       | Staples Center           | 23 - 21 |
| 45    | 15 janvier | Chicago         | V 107-100      | Lonzo Ball (19)               | Kyle Kuzma (12)     | Brandon Ingram (7)   | Staples Center           | 24 - 21 |
| 46    | 17 janvier | @ Oklahoma City | V 138-128 (OT) | Kyle Kuzma (32)               | Ivica Zubac (12)    | Brandon Ingram (11)  | Chesapeake Energy Arena  | 25 - 21 |
| 47    | 19 janvier | @ Houston       | D 134-138 (OT) | Kyle Kuzma (32)               | JaVale McGee (14)   | Lonzo Ball (11)      | Toyota Center            | 25 - 22 |
| 48    | 21 janvier | Golden State    | D 111-130      | Ivica Zubac (18)              | JaVale McGee (9)    | Lance Stephenson (5) | Staples Center           | 25 - 23 |
| 49    | 24 janvier | Minnesota       | D 105-120      | Brandon Ingram (20)           | Ivica Zubac (8)     | Rajon Rondo (13)     | Staples Center           | 25 - 24 |
| 50    | 27 janvier | Phoenix         | V 116-102      | Caldwell-Pope, Zubac (24)     | Ivica Zubac (16)    | Rajon Rondo (11)     | Staples Center           | 26 - 24 |
| 51    | 29 janvier | Philadelphie    | D 105-121      | Brandon Ingram (36)           | JaVale McGee (14)   | Rajon Rondo (11)     | Staples Center           | 26 - 25 |
| 52    | 31 janvier | @ L.A. Clippers | V 123-120 (OT) | LeBron James (24)             | LeBron James (14)   | LeBron James (9)     | Staples Center           | 27 - 25 |

| Match                  | Date match | Équipe                | Score     | Meilleur marqueur   | Meilleur rebondeur  | Meilleur passeur  | Lieux                   | Série   |
| ---------------------- | ---------- | --------------------- | --------- | ------------------- | ------------------- | ----------------- | ----------------------- | ------- |
| 53                     | 2 février  | @ Golden State        | D 101-115 | Brandon Ingram (20) | Ivica Zubac (9)     | Rajon Rondo (11)  | Oracle Arena            | 27 - 26 |
| 54                     | 5 février  | @ Indiana             | D 94-136  | LeBron James (18)   | LeBron James (7)    | LeBron James (9)  | Bankers Life Fieldhouse | 27 - 27 |
| 55                     | 7 février  | @ Boston              | V 129-128 | LeBron James (28)   | LeBron James (12)   | LeBron James (12) | TD Garden               | 28 - 27 |
| 56                     | 10 février | @ Philadelphie        | D 120-143 | Kyle Kuzma (39)     | JaVale McGee (13)   | LeBron James (9)  | Wells Fargo Center      | 28 - 28 |
| 57                     | 12 février | @ Atlanta             | D 113-117 | LeBron James (28)   | LeBron James (11)   | LeBron James (16) | State Farm Arena        | 28 - 29 |
| NBA All-Star Game 2019 |            |                       |           |                     |                     |                   |                         |         |
| 58                     | 21 février | Houston               | V 111-106 | LeBron James (29)   | Brandon Ingram (13) | Rajon Rondo (7)   | Fiserv Forum            | 29 - 29 |
| 59                     | 23 février | @ La Nouvelle-Orléans | D 115-128 | Brandon Ingram (29) | Kyle Kuzma (8)      | LeBron James (12) | Smoothie King Center    | 29 - 30 |
| 60                     | 25 février | @ Memphis             | D 105-110 | Brandon Ingram (32) | LeBron James (12)   | LeBron James (11) | FedExForum              | 29 - 31 |
| 61                     | 27 février | La Nouvelle-Orléans   | V 125-119 | LeBron James (33)   | Rajon Rondo (7)     | Rajon Rondo (16)  | Staples Center          | 30 - 31 |

| Match | Date match | Équipe                | Score     | Meilleur marqueur             | Meilleur rebondeur    | Meilleur passeur  | Lieux                      | Série   |
| ----- | ---------- | --------------------- | --------- | ----------------------------- | --------------------- | ----------------- | -------------------------- | ------- |
| 62    | 1er mars   | Milwaukee             | D 120-131 | Ingram, James (31)            | Ingram, Rondo (8)     | LeBron James (10) | Staples Center             | 30 - 32 |
| 63    | 2 mars     | @ Phoenix             | D 109-118 | LeBron James (27)             | LeBron James (9)      | LeBron James (16) | Talking Stick Resort Arena | 30 - 33 |
| 64    | 4 mars     | L.A. Clippers         | D 105-113 | LeBron James (27)             | Rajon Rondo (10)      | Rajon Rondo (12)  | Staples Center             | 30 - 34 |
| 65    | 6 mars     | Denver                | D 99-115  | LeBron James (31)             | James, Rondo (7)      | Rajon Rondo (11)  | Staples Center             | 30 - 35 |
| 66    | 9 mars     | Boston                | D 107-120 | LeBron James (30)             | James, Williams (10)  | LeBron James (12) | Staples Center             | 30 - 36 |
| 67    | 12 mars    | @ Chicago             | V 123-107 | LeBron James (36)             | JaVale McGee (11)     | Rajon Rondo (10)  | United Center              | 31 - 36 |
| 68    | 14 mars    | @ Toronto             | D 98-111  | LeBron James (29)             | JaVale McGee (9)      | Rajon Rondo (8)   | Scotiabank Arena           | 31 - 37 |
| 69    | 15 mars    | @ Détroit             | D 97-111  | JaVale McGee (20)             | JaVale McGee (13)     | Kyle Kuzma (10)   | Little Caesars Arena       | 31 - 38 |
| 70    | 17 mars    | @ New York            | D 123-124 | LeBron James (33)             | McGee, Williams (7)   | James, Kuzma (8)  | Madison Square Garden      | 31 - 39 |
| 71    | 19 mars    | @ Milwaukee           | D 101-115 | Kentavious Caldwell-Pope (35) | JaVale McGee (11)     | Rajon Rondo (10)  | Fiserv Forum               | 31 - 40 |
| 72    | 22 mars    | Brooklyn              | D 106-111 | JaVale McGee (33)             | JaVale McGee (20)     | LeBron James (14) | Staples Center             | 31 - 41 |
| 73    | 24 mars    | Sacramento            | V 111-106 | Kyle Kuzma (29)               | JaVale McGee (13)     | LeBron James (11) | Staples Center             | 32 - 41 |
| 74    | 26 mars    | Washington            | V 124-106 | Kentavious Caldwell-Pope (29) | JaVale McGee (15)     | LeBron James (14) | Staples Center             | 33 - 41 |
| 75    | 27 mars    | @ Utah                | D 100-115 | Kyle Kuzma (21)               | JaVale McGee (13)     | Rajon Rondo (6)   | Vivint Smart Home Arena    | 33 - 42 |
| 76    | 29 mars    | Charlotte             | V 129-115 | LeBron James (27)             | Lance Stephenson (13) | Rajon Rondo (17)  | Staples Center             | 34 - 42 |
| 77    | 31 mars    | @ La Nouvelle-Orléans | V 130-102 | Rajon Rondo (24)              | JaVale McGee (16)     | Rajon Rondo (12)  | Smoothie King Center       | 35 - 42 |

| Match | Date match | Équipe          | Score     | Meilleur marqueur             | Meilleur rebondeur   | Meilleur passeur | Lieux                   | Série   |
| ----- | ---------- | --------------- | --------- | ----------------------------- | -------------------- | ---------------- | ----------------------- | ------- |
| 78    | 2 avril    | @ Oklahoma City | D 103-119 | Kentavious Caldwell-Pope (23) | Rajon Rondo (10)     | Rajon Rondo (9)  | Chesapeake Energy Arena | 35 - 43 |
| 79    | 4 avril    | Golden State    | D 90-108  | Johnathan Williams (17)       | McGee, Williams (13) | Alex Caruso (6)  | Staples Center          | 35 - 44 |
| 80    | 5 avril    | @ L.A. Clippers | V 122-117 | Alex Caruso (32)              | Trois joueurs (10)   | Rajon Rondo (12) | Staples Center          | 36 - 44 |
| 81    | 7 avril    | Utah            | V 113-109 | Kentavious Caldwell-Pope (32) | Jemerrio Jones (16)  | Alex Caruso (11) | Staples Center          | 37 - 44 |
| 82    | 9 avril    | Portland        | D 101-104 | Kentavious Caldwell-Pope (32) | Jemerrio Jones (15)  | Alex Caruso (13) | Staples Center          | 2 - 3   |

### Confrontations en saison régulière
| Conférence Est      | Conférence Est                               | Conférence Est                               | Conférence Ouest                             | Conférence Ouest                             | Conférence Ouest                             | Conférence Ouest                             | Conférence Ouest                             |
| Division Atlantique | Division Atlantique                          | Division Atlantique                          | Division Nord-Ouest                          | Division Nord-Ouest                          | Division Nord-Ouest                          | Division Nord-Ouest                          | Division Nord-Ouest                          |
| Équipe              | Domicile                                     | Extérieur                                    | Équipe                                       | Domicile                                     | Domicile                                     | Extérieur                                    | Extérieur                                    |
| ------------------- | -------------------------------------------- | -------------------------------------------- | -------------------------------------------- | -------------------------------------------- | -------------------------------------------- | -------------------------------------------- | -------------------------------------------- |
| Boston              | 107-120                                      | 129-128                                      | Denver                                       | 121-114                                      | 99-115                                       | 85-117                                       |                                              |
| Brooklyn            | 106-111                                      | 110-115                                      | Minnesota                                    | 114-110                                      | 105-120                                      | 120-124                                      | 86-108                                       |
| New York            | 112-119                                      | 123-124                                      | Oklahoma City                                | 100-107                                      |                                              | 138-128 (OT)                                 | 103-119                                      |
| Philadelphie        | 105-121                                      | 120-143                                      | Portland                                     | 126-117                                      | 101-104                                      | 119-128                                      | 114-110                                      |
| Toronto             | 107-121                                      | 98-111                                       | Utah                                         | 90-83                                        | 113-109                                      | 95-113                                       | 100-115                                      |
|                     | 0–5                                          | 1–4                                          |                                              | 5–4                                          | 5–4                                          | 2–7                                          | 2–7                                          |
| Division            | 1–9                                          | 1–9                                          | Division                                     | 7–11                                         | 7–11                                         | 7–11                                         | 7–11                                         |
| Division Atlantique | Division Atlantique                          | Division Atlantique                          | Division Nord-Ouest                          | Division Nord-Ouest                          | Division Nord-Ouest                          | Division Nord-Ouest                          | Division Nord-Ouest                          |
| Équipe              | Domicile                                     | Extérieur                                    | Équipe                                       | Domicile                                     | Domicile                                     | Extérieur                                    | Extérieur                                    |
| Chicago             | 107-100                                      | 123-107                                      | Golden State                                 | 111-130                                      | 90-108                                       | 127-101                                      | 101-115                                      |
| Cleveland           | 95-101                                       | 109-105                                      | L.A. Clippers                                | 107-118                                      | 105-113                                      | 123-120 (OT)                                 | 122-117                                      |
| Detroit             | 113-100                                      | 97-111                                       |                                              |                                              |                                              |                                              |                                              |
| Indiana             | 104-96                                       | 94-136                                       | Phoenix                                      | 120-96                                       | 116-102                                      | 131-113                                      | 109-118                                      |
| Milwaukee           | 120-131                                      | 101-115                                      | Sacramento                                   | 121-114                                      | 111-106                                      | 101-86                                       | 116-117                                      |
|                     | 3–2                                          | 2–3                                          |                                              | 4–4                                          | 4–4                                          | 5–3                                          | 5–3                                          |
| Division            | 5–5                                          | 5–5                                          | Division                                     | 9–7                                          | 9–7                                          | 9–7                                          | 9–7                                          |
| Division Atlantique | Division Atlantique                          | Division Atlantique                          | Division Nord-Ouest                          | Division Nord-Ouest                          | Division Nord-Ouest                          | Division Nord-Ouest                          | Division Nord-Ouest                          |
| Équipe              | Domicile                                     | Extérieur                                    | Équipe                                       | Domicile                                     | Domicile                                     | Extérieur                                    | Extérieur                                    |
| Atlanta             | 107-106                                      | 113-117                                      | Dallas                                       | 114-113                                      | 114-103                                      | 107-97                                       |                                              |
| Charlotte           | 129-115                                      | 128-100                                      | Houston                                      | 115-124                                      | 111-106                                      | 111-126                                      | 134-138 (OT)                                 |
| Miami               | 108-105                                      | 113-97                                       | Memphis                                      | 99-107                                       |                                              | 111-88                                       | 105-110                                      |
| Orlando             | 104-108                                      | 117-130                                      | La Nouvelle-Orléans                          | 112-104                                      | 125-119                                      | 115-128                                      | 130-102                                      |
| Washington          | 124-106                                      | 110-128                                      | San Antonio                                  | 142-143 (OT)                                 | 121-113                                      | 106-110                                      | 120-133                                      |
|                     | 4–1                                          | 2–3                                          |                                              | 6–3                                          | 6–3                                          | 3–6                                          | 3–6                                          |
| Division            | 6–4                                          | 6–4                                          | Division                                     | 9–9                                          | 9–9                                          | 9–9                                          | 9–9                                          |
| Conférence          | 12–18 (Domicile : 7–8 ; Extérieur : 5–10)    | 12–18 (Domicile : 7–8 ; Extérieur : 5–10)    | Conférence                                   | 25–27 (Domicile : 15–11 ; Extérieur : 10-16) | 25–27 (Domicile : 15–11 ; Extérieur : 10-16) | 25–27 (Domicile : 15–11 ; Extérieur : 10-16) | 25–27 (Domicile : 15–11 ; Extérieur : 10-16) |
| Total               | 37–45 (Domicile : 22–19 ; Extérieur : 15–26) | 37–45 (Domicile : 22–19 ; Extérieur : 15–26) | 37–45 (Domicile : 22–19 ; Extérieur : 15–26) | 37–45 (Domicile : 22–19 ; Extérieur : 15–26) | 37–45 (Domicile : 22–19 ; Extérieur : 15–26) | 37–45 (Domicile : 22–19 ; Extérieur : 15–26) | 37–45 (Domicile : 22–19 ; Extérieur : 15–26) |

## Classements
| Conférence Ouest | Conférence Ouest                | Conférence Ouest | Conférence Ouest | Conférence Ouest | Conférence Ouest | Conférence Ouest | Conférence Ouest |
| No               | Franchise                       | Vic.             | Def.             | MJ               | V/D              | GB               |                  |
| ---------------- | ------------------------------- | ---------------- | ---------------- | ---------------- | ---------------- | ---------------- | ---------------- |
| 1                | Warriors de Golden State T      | 57               | 25               | 82               | .695             | –                |                  |
| 2                | Nuggets de Denver               | 54               | 28               | 82               | .659             | 3                |                  |
| 3                | Trail Blazers de Portland       | 53               | 29               | 82               | .646             | 4                |                  |
| 4                | Rockets de Houston              | 53               | 29               | 82               | .646             | 4                |                  |
| 5                | Jazz de l'Utah                  | 50               | 32               | 82               | .610             | 7                |                  |
| 6                | Thunder d'Oklahoma City         | 49               | 33               | 82               | .598             | 8                |                  |
| 7                | Spurs de San Antonio            | 48               | 34               | 82               | .585             | 9                |                  |
| 8                | Clippers de Los Angeles         | 48               | 34               | 82               | .585             | 9                |                  |
|                  |                                 |                  |                  |                  |                  |                  |                  |
| 9                | Kings de Sacramento             | 39               | 43               | 82               | .476             | 18               |                  |
| 10               | Lakers de Los Angeles           | 37               | 45               | 82               | .451             | 20               |                  |
| 11               | Timberwolves du Minnesota       | 36               | 46               | 82               | .439             | 21               |                  |
| 12               | Grizzlies de Memphis            | 33               | 49               | 82               | .402             | 24               |                  |
| 13               | Pelicans de La Nouvelle-Orléans | 33               | 49               | 82               | .402             | 24               |                  |
| 14               | Mavericks de Dallas             | 33               | 49               | 82               | .402             | 24               |                  |
| 15               | Suns de Phoenix                 | 19               | 63               | 82               | .232             | 38               |                  |

| Division Pacifique             | V  | D  | MJ | V/D  | GB | Dom   | Ext   | Div  |
| ------------------------------ | -- | -- | -- | ---- | -- | ----- | ----- | ---- |
| Warriors de Golden State T (1) | 57 | 25 | 82 | .695 | –  | 30–11 | 27–14 | 13–3 |
| Clippers de Los Angeles (8)    | 48 | 34 | 82 | .585 | 9  | 26–15 | 22–19 | 11–5 |
| Kings de Sacramento (9)        | 39 | 43 | 82 | .476 | 18 | 24–17 | 15–26 | 4–12 |
| Lakers de Los Angeles (10)     | 37 | 45 | 82 | .451 | 20 | 22–19 | 15–26 | 9–7  |
| Suns de Phoenix (15)           | 19 | 63 | 82 | .232 | 38 | 12–29 | 7–34  | 3–13 |